# 国分氏 (薩摩国)
国分氏（こくぶし／こくぶんし）は、秦氏改め惟宗氏の子孫。薩摩国に下向した執印氏の分家。薩摩国分寺の留守職を代々嗣ぎ、戦国時代には有力な国人領主となる。その後、遠縁筋の島津貴久の家臣となり、以後薩摩藩士として続く。

## 薩摩国分氏
惟宗姓執印氏初代康友の二男の友久は、国分寺沙汰職(留守職)並びに天満宮別当職に補任され、水引城(国分城)に居城して国分氏を称する。15代友積に至り天正15年（1586年）豊臣秀吉の侵攻に伴い鹿児島に移り、以後鹿児島に居住する。(高250石・川内天神領は従前通り領治。家格小番)
1. 国分友久　安楽寺領薩摩国高城郡内有諸・国分寺留守職・天満宮別当職。
2. 国分友成　(左衛門尉)隠岐守・周防守・康村卒去後務執印職。(後・弟の康秀が執印氏を継ぐ)
3. 国分友員　備後守。弘長2年務京都大番役。【友成之孫・友成―友行―友員】
4. 国分友賢　備後次郎筑前先生掃部助。弘安4年元寇（蒙古襲来）時、友賢有戦功・正応元年10月3日将軍家賞之賜筑前国早良郡七隈郷内。自同2年10月至正安元年奉太守忠宗公命属在勤於筑前国筥崎警固番役、以上八度也、其中自勤両回余者遣代官勤之。
5. 国分友貞　(次郎)延文4年8月17日属宮方 於筑後国戦歿。
6. 国分友重　(平次郎)掃部介。文和3年6月10日攻知色城、属将軍方、奉従太守師久公最前馳来有軍忠。
7. 国分友豊　備後守。(弟・久成、羽島・豊後守)
8. 国分友俊　(小次郎)越後守。
9. 国分考友　(新左衛門尉)
10. 国分朗友　(新左衛門尉)備中守。
11. 国分規友　(豊次郎丸・平次郎・左衛門大夫)
12. 国分朝友　(豊王丸・小次郎)越後守。
13. 国分隆友　(豊次郎丸・平次郎)
14. 国分定友　(豊千代丸・平次郎)筑前守入道。代々留主別當両職勤之。
15. 国分友積　(豊次郎丸・平次郎)天正15年、秀吉公侵攻により家宅民屋焦土となり傅来之重器・文書等も亦多焼失。鹿児島邸上滑川に移住。
16. 国分友知　(平次郎丸・宇助・十右衛門)父従移鹿児島。勤御兵具奉行。御振廻奉行。隅州大根占・薩州山川地頭職。
17. 国分友相　(平吉・左京・彦右衛門）高・殿役奉行。
18. 国分友清　(初友治・平吉・次郎右衛門)金山惣奉行。
19. 国分友昌　(小次郎・三右衛門・十右衛門)実友政の子【友相の弟,友輝―友政―友昌：嫡子】。山奉行。
20. 国分友章　(平次郎・八太郎・次郎右衛門)賜父遺跡家督。
21. 国分友晴　(平次郎・平太郎・平助)賜父遺跡家督。
22. 国分友字　(平五郎・平次郎)【友晴の弟】。天明3年12月25日14代定友までの位牌を国分寺に安置、青銅300疋寄進。
23. 国分友弘
24. 国分平太夫　…

（子孫・東京都杉並区住）
新田神社所有の花鳥文様の銅鏡は、中心の鈕の左側に「永仁二年三月十八日 左衛門尉友俊 施入之」と線刻の銘があり、永仁2年（1294年）か鎌倉後期の製作とみられる。「左衛門尉友俊」は、鎌倉時代、新田神社とも関係の深かった惟宗姓執印氏の分流の国分氏ではないかといわれている。国分氏の8代目に友俊の名がみえる。また国分氏は代々「左衛門」「左衛門尉」を称している。銅鏡は国の重要文化財に指定されている（大正7年4月8日指定）。　